# Adoro
Adoro (reso graficamente come ADORO) è un singolo del gruppo musicale italiano Il Pagante, in collaborazione con la rapper italiana Myss Keta, pubblicato il 5 marzo 2019 ed estratto dall'album in studio Paninaro 2.0.

## Descrizione
Il brano trae il proprio titolo da una tipica esclamazione del gergo giovanile italiano diffusa dal 2010 in particolare nel Nord Italia, che esprime forte apprezzamento per qualcosa; è inserito nel secondo album in studio del gruppo musicale Paninaro 2.0, pubblicato il 21 settembre 2018 dall'etichetta discografica Believe ed estratto come sesto singolo il 5 marzo 2019.
Il video musicale, pubblicato nello stesso giorno, ha come regista Enea Colombi.

## Tracce
1. ADORO (feat. Myss Keta) – 5:25 (Cremona, Riva, Myss Keta)

## Formazione

### Gruppo
- Roberta Branchini - voce
- Federica Napoli - voce
- Eddy Veerus - voce

### Altri musicisti
- Myss Keta - voce aggiuntiva

### Produzione
- MCMXC, Gigi Barocco - produzione